# Toporok
Il Toporok (in russo Топорок?) è un fiume della Siberia Orientale, affluente di destra della Birjusa. Scorre nei rajon Nižneudinskij e Tajšetskij dell'Oblast' di Irkutsk, in Russia.
La sorgente del fiume si trova vicino all'insediamento di tipo urbano di Uk e scorre in direzione settentrionale attraversando la città di Alzamaj e l'insediamento di tipo urbano Kvitok. La lunghezza è di 230 km, l'area del suo bacino è di 4 160 km². Sfocia nella Birjusa a 490 km dalla foce.